# بی‌غم
بی‌غم یا الکی خوش فیلمی با بازی سالی هاوکینز و ادی مارسن که مایک لی آن را در سال ۲۰۰۸ کارگردانی کرد. این فیلم با دریافت چهار جایزه پیروز اصلی چهل و سومین جوایز سالیانه جامعه ملی منتقدان فیلم لقب گرفت؛ جایزه بهترین کارگردان، جایزه بهترین فیلمنامه و جایزه بهترین بازیگر زن برای سالی هاوکینز را گرفت و جایزه بهترین بازیگر مکمل برای ادی مارسن.
عمده شهرت سالی هاوکینز علاوه بر بازی در فیلم‌های ورا دریک (۲۰۰۴) و فینگر اسمیت (۲۰۰۵) به خاطر همین فیلم است که با نقش‌آفرینی در آن جایزه گلدن گلوب را به‌دست آورده‌است.